# بازیافت‌شده‌ها
بازیافت‌شده‌ها (پرتغالی: Os Reciclados) یک مجموعه تلویزیونی پویانمایی برزیلی است که توسط پائولو فونتنله و کلودیا کاستلو برای شبکه تی‌وی را تیم بوم در  ۱۳ دسامبر ۲۰۰۸ ساخته شده‌است.

## خلاصه داستان
کارتون درباره گروه ابرقهرمانان است که از محیط زیست در برابر آلودگی و سوءاستفاده دفاع می‌کنند.

## شخصیت‌ها
- آلیس لاسردا در نقش قوطی کوچک
- یوری شرمن در نقش لعاب‌کاری
- فردریکو پریرا رایموندو در نقش کاغذ
- آرماندو تیرابوسچی در نقش پت‌بوی
- فابیو لوسیندو  در نقش توده‌شد
- مارسیو خوزه آرائوخو در نقش زیست‌ارگانیک و محل تخلیه
- آنتوانت کانتو در نقش گلخانه کوچک
- اورلاندو ویگینه در نقش شیرابه
- نستور چیس در نقش اوه